# .test
.test je rezervovaná doména nejvyššího řádu, která by se nikdy neměla objevit ve skutečném systému DNS.
Nebyla jednou z původních domén nejvyššího řádu, které byly uvedeny v lednu 1985, namísto toho ji v červnu 1999 zavedlo RFC 2606.
Doména byla zavedena pro účely testování systémů vztahujících se k DNS, aniž by narušila skutečný systém DNS používaný na Internetu.